# Burgstall Schlossberg (Dingolfing)
Der Burgstall Schlossberg ist eine abgegangene mittelalterliche Höhenburg in dem Weiler Unterbubach, einem Gemeindeteil der niederbayerischen Stadt Dingolfing im Landkreis Dingolfing-Landau. 
Er liegt im Esterholz 460 m nordöstlich von Unterbubach. Er wird als Bodendenkmal unter der Aktennummer D-2-7340-0044 im Bayernatlas als „Burgstall des hohen oder späten Mittelalters (‚Schlossberg‘)“ geführt. 

## Beschreibung
An dem steilen bewaldeten Ostrand des Schlossberges liegt 30 m über dem Tal des Asenbachs dieser Burgstall. Er liegt in einer nach Nordwest ausgerichteten Spornlage. Sein kleinräumiges Kernwerk ist nach Südosten durch zwei Gräben gesichert. Der allseitig steil geböschte Kegel trägt eine Kuppe von 11 × 8 m. Hier findet sich ein Eingrabungsloch, das nur humosen Kies und keinen Bauschutt zeigt. Am Fuß des Kegels liegt ein ringförmiger innerer Graben, bis zu dem Burgkegel beträgt die Höhe 11 (Nordwesten) bis 4 (Südosten) m. Die Außenböschung beträgt etwa 1 m und steigt bis auf 4 m an. Ein weiterer breiter und 3–4 m tiefer äußerer Graben ist hufeisenförmig nach Südosten dem Sporn vorgelagert und umfasst eine sichelförmige Vorburg. An der nördlichen Sichelspitze berühren sich Innen- und Außenwall. Der südliche Teil verläuft auf dem halben Hang aus. Am Grat des abgeschnittenen Geländesporns ist der Außengraben durch eine Erdbrücke unterbrochen. Die Vorburg lässt an ihrem Rand die Reste eines Schildwalls erkennen.